# Iten (Kenia)
Iten ist eine Stadt im Elgeyo-Marakwet County im Westen der Republik Kenia und hat 42.312 Einwohner (2009). Die Stadt liegt 2400 Meter über dem Meeresspiegel und ist Hauptstadt des Countys Elgeyo-Marakwet, das noch bis 2013 zur Provinz Rift Valley gehörte (kommunale Neugliederung). Die Stadt liegt 25 km nordöstlich von Eldoret, an der Landstraße (C 51) zwischen Eldoret und Kabarnet am Knotenpunkt in Richtung Kapsowar. Die Hauptstadt Nairobi liegt 320 km südöstlich von Iten. Das Elgeyo Escarpment und der Fluss Kerio liegen östlich von Iten.

## Name
Der Name Iten ist abgeleitet von „Hill Ten“ (Hügel Zehn) und stammt von dem Entdecker Joseph Thomson (1883). Der Hügel liegt 800 m außerhalb des Ortes an der Straße nach Kessup. Er kann am besten vom Itener Aussichtspunkt beobachtet werden.

## Geographie

### Lage
Geologisch gesehen liegt Iten unmittelbar am Großen Afrikanische Grabenbruch (englisch Great Rift Valley oder East African Rift System (EARS)). Zu sehen ist dies östlich der Stadt, wo die Elgeyo Escarpment, eine Bruchstufe, liegt, die durch post-miozäne Verwerfung entstand und in der Miozän-Schichten erkennbar sind. Diese Schichtstufe ist Teil der Westwand des Großen Afrikanischen Grabenbruchs.
Iten liegt im Westen Kenias etwa 150 km östlich der ugandische Grenze. Der Viktoriasee liegt 130 km südöstlich und der Mount-Elgon-Nationalpark 80 km nordöstlich. Nairobi ist 320 km entfernt und entweder mit dem Auto oder per Flugzeug (über Eldoret) zu erreichen.

### Verkehr
Die Infrastruktur Itens ist nicht weit fortgeschritten. Meist verlaufen die Straßen und Ortsverbindungen über rotsandige Wege. Manche Straßen und Wege werden bei Regen auch unpassierbar. Es gibt nur eine befestigte (geteerte) Straße durch Iten. Von Süden kommend verläuft die C 51 (Keiro Valley Road) von Eldoret (25 km im Südwesten) bis in die Stadtmitte von Iten. Dort biegt sie nach Osten ab (Iten-Kessup Road), bevor sie über mehrere Serpentinen nach Süden Richtung Kessup und Tambach herabführt. Die C 51 führt dann durch das Kerio-Tal in den Kerio Valley National Park nach Kabarnet ins benachbarte Baringo County. Nach Norden hin führt eine Straße in den Ort Singore.

### Verwaltung, Krankenhäuser, Schulen, Postamt
Itens Verwaltungsgebäude (Town Council), die County-Verwaltung (Elgeyo-Marakwet County Assembly) sowie das Amtsgericht (The Judiciary - Law Courts) liegen in der Stadtmitte. Es gibt zwei Krankenhäuser: das Iten County Referral Hospital sowie das Iten District Hospital. Außerdem verfügt der Ort über eine Krankenpflegeschule (KMTC Iten). Es gibt eine Grundschule sowie eine Mittelschule (Secondary School, St. Patricks High School) sowie zwei Postämter. Iten liegt in Westkenia und gehört somit in die Zeitzone East African Time (EAT – UTC-offset = +3).

### Klima
Iten liegt ungefähr auf Höhe des Äquators und somit in der tropischen Klimazone auf 2400 m Meereshöhe (Eldoret: 2000 m Höhe). Es gibt daher keine Jahreszeiten. Die Temperaturen variieren durchschnittlich zwischen mindestens 9,4 °C und höchstens 25,8 °C. Pro Jahr fallen an durchschnittlich 110 Regentagen zwischen 400 und 1400 mm Niederschlag auf den Quadratmeter.
|                       | Jan  | Feb  | Mär  | Apr  | Mai  | Jun  | Jul  | Aug  | Sep  | Okt  | Nov  | Dez  |   |      |
| Mittl. Tagesmax. (°C) | 25,0 | 25,8 | 25,8 | 24,1 | 23,6 | 22,9 | 21,8 | 21,9 | 23,3 | 23,9 | 23,2 | 23,6 | ⌀ | 23,7 |
| Mittl. Tagesmin. (°C) | 9,4  | 9,6  | 10,6 | 11,8 | 10,8 | 9,3  | 9,8  | 9,6  | 9,0  | 10,2 | 10,8 | 9,9  | ⌀ | 10,1 |
|                       |      |      |      |      |      |      |      |      |      |      |      |      |   |      |
| Niederschlag (mm)     | 36   | 42   | 66   | 154  | 121  | 94   | 162  | 175  | 82   | 49   | 57   | 44   | Σ | 1082 |
|                       |      |      |      |      |      |      |      |      |      |      |      |      |   |      |
| Regentage (d)         | 4    | 5    | 6    | 13   | 12   | 9    | 17   | 16   | 8    | 8    | 8    | 4    | Σ | 110  |

| 9,4 |

| 9,6 |

| 10,6 |

| 11,8 |

| 10,8 |

| 9,3 |

| 9,8 |

| 9,6 |

| 9,0 |

| 10,2 |

| 10,8 |

| 9,9 |

| 9,4 |

| 9,6 |

| 10,6 |

| 11,8 |

| 10,8 |

| 9,3 |

| 9,8 |

| 9,6 |

| 9,0 |

| 10,2 |

| 10,8 |

| 9,9 |

## Bevölkerung
Das gesamt Elgeyo-Marakwet County hat 370.000 Einwohner (laut Zählung von 2009; Projektion für 2016: 446.000), was ca. 1 Prozent der kenianischen Gesamtbevölkerung (38,6 Mio.) entspricht. Das jährliche Bevölkerungswachstum beträgt 2,7 – 2,8 Prozent. Das County verfügt über eine sehr junge Bevölkerung: 46 Prozent sind unter 15 Jahre alt und nur 4 Prozent über 65 Jahre. Iten selbst hatte im Jahr 2009 noch etwa 42.300 Einwohner.
Die Bevölkerungsgruppe der Kalendjin ist in Iten und im Rift Valley beheimatet. Ihre Anzahl beträgt insgesamt etwa 6,36 Mio. Mitglieder (Kenia Census 2019), und sie sprechen Kalenjin, Swahili, Englisch oder andere südnilotische Sprachen. Damit sind sie Kenias die viertgrößte ethnische Gruppe Kenias.

### Konfessionszugehörigkeit
Ca. 82 Prozent der Bevölkerung sind Christen, davon 47 Prozent Protestanten, 26 Prozent Anglikaner und 23 Prozent Katholiken. Muslimische Kenianer machen 11 Prozent aus, ein Prozent sind Anhänger traditioneller Naturreligionen.

## Politik
Iten liegt im 2010 entstandenen Elgeyo-Marakwet County und gehört dem Wahlkreis Keiyo North (Nr. 148) an. Dieser hat eine Fläche von 804 km² und eine Bevölkerungszahl von 108.474 Personen. Neben Iten liegen im Wahlbezirk Kapchemutwa noch folgende Orte: Korkitony, Kendur, Kapkatui, Bugar, Kapkonga, Singore, Kapkessum, Chebokokwa und Mindililwa. Der Wahlkreis wird durch James Murgor (United Republican Party / Jubilee coalition) vertreten.

### Regierungsämter im County Elgeyo-Marakwet (Wahlperiode 2013–2017)
- Gouverneur: Alex Tanui Tolgos
- Vizegouverneur: Gabriel Kosgey Lagat
- Senator: Onesimus Kipchumba Murkomen
- Sekretär: unbesetzt
- Parlamentsmitglieder Marakwet West: William K. Kisang, Kangogo Bowen
- Parlamentsmitglieder Keiyo North: Dr. James Murgor, Jackson Kiptanui
- Parlamentsmitglieder - Vertreterin des Countys im Landesparlament: Dr. Susan Kipketer Chebet
- weitere Vertreter: Morris Rotich (Ressorts Erziehung und Bildung sowie Öffentlichkeitsarbeit und Transport), Anne Kibosia (Ressorts Handel, Energie und Tourismus)

### Regierungsämter im County Elgeyo-Marakwet (Wahlperiode ab 2018)
- Gouverneur: Alex Tanui Tolgos
- Vizegouverneur: Wisley Rotich
- Senator: Onesimus Kipchumba Murkomen
- Sekretär: N.N.
- Parlamentsmitglieder Marakwet West: William Kisang, Kangogo Bowen
- Parlamentsmitglieder Keiyo North: James Murgor, Daniel Rono
- Parlamentsmitglieder - Vertreter des Countys im Landesparlament: N.N.
- Frauenvertreterin: Jane Jepkorir Kiptoo Chebaibai

### Mitglieder des Gemeindevorstands von Iten
- Michael Chesikari (Chairman), Lilian Chesire (Vice Chairman),
- Mitglieder: Joseph Maswan, Kimutai Chemutei, Kenneth Kemboi, Rose Kimoi, Barsosio K. Abraham (Umwelt), Robert K Kilimo
- Raymond Omonei (Sekretär / Municipality Board Manager), Chelimo Suter[7]

## Sehenswürdigkeiten
- Der Aussichtspunkt (Iten View Point) bietet einen großartigen Blick auf das Tal des Kerio (Kerio Valley). Im Osten liegen die Tugen-Berge (Tugen Hills), die parallel zum Keiyo Escarpment verlaufen. Im Norden ist pyramidenförmig der Tiati zu erkennen, der für die Pokot als heiliger Berg verehrt wird. Der Fluss Kerio schlängelt sich 1000 m tiefer durch das Tal. Der Ort liegt 500 m außerhalb Itens an der C 51 Richtung Kabarnet.

## Zentrum für Leichtathletik
Die St. Patricks Oberschule von Iten ist bei Sportinteressierten in aller Welt bekannt, da die Schule während der letzten dreißig Jahre zahlreiche Langstreckenläuferinnen und -läufer hervorgebracht hat, die zur Weltspitze gehören.
Ein Schüler von St. Patricks ist etwa Ibrahim Hussein, der dreimal den Boston-Marathon und einmal den New-York-City-Marathon gewonnen hat. Auch Peter Rono stammt aus Iten, der 1988 olympisches Gold über 1500 Meter gewann. Wilson Boit Kipketer aus Iten wurde 1997 Weltmeister und 2000 gewann er Silber im 3000-Meter-Hindernislauf. Trainer vieler kenianischer Athleten war der irische Geistliche Colm O’Connell, der als "the Godfather of Kenyan running" (etwa: "der Pate des kenianischen Laufens") bekannt wurde.
Die Stadt beheimatet das 1999 durch Lornah Kiplagat und Pieter Langerhorst gegründete Trainingszentrum "High Altitude Training Centre" (HATC), in dem das ganze Jahr über Höhentraining absolviert werden kann.
Auch Läufer aus Europa führen wegen der vielen Leistungsgruppen und der großen Leistungsdichte in den Leichthletikzentren Iten oder Eldoret ihr mehrwöchiges Trainingslager durch. Der Schweizer Läufer Julien Wanders, Europarekordhalter mit 59:13 min im Halbmarathon, zurzeit auf Platz 46 der ewigen Bestenliste (Stand: 10. Juni 2020), lebt und trainiert den überwiegenden Teil des Jahres in Iten.

### Auszeichnung Itens durch den Weltleichtathletikverband (IAAF)
Im Jahr 2019 wurde Iten in Yokohama durch IAAF-Präsident Sebastian Coe als einer von 11 Standorten mit der renommierten Plakette des Internationalen Verbandes der Leichtathletikverbände (IAAF) ausgezeichnet. Iten wurde für seinen herausragenden Beitrag zur weltweiten Geschichte und Entwicklung der Leichtathletik gefeiert. "Die elf Empfänger, die wir heute Abend ehren, haben jeweils einen enormen Einfluss auf die historische Entwicklung des Leichtathletiksports in ihren Ländern und darüber hinaus gehabt", sagte Sebastian Coe. Unter den elf Standorten wurden zwei berühmte Langlaufzentren in Afrika geehrt. Dies waren die äthiopische Stadt Bekoji, "Town of Runners", und Iten in Kenia, die "Heimat der Champions".

## Persönlichkeiten
- Renato Canova (* 1944) – italienischer Leichtathletiktrainer (Wilson Kipsang, Saif Saaeed Shaheen, Florence Kiplagat, Thomas Pkemei Longosiwa, Emmanuel Kipchirchir Mutai, Lisa Hahner …)
- Mike Boit (* 1949) – kenianischer Mittelstreckenläufer (800 m/1500 m), Afrikameister, Bronze in München 1972, besuchte bis 1969 die St. Patrick's High School, in Iten zum Läufer ausgebildet
- Bruder Colm O’Connell (* 1949) – irischer Missionar und Trainer zahlreicher kenianischer Läufer, auch bekannt als "the Godfather of Kenyan running" (etwa: "der Pate des kenianischen Laufens")[12]
- Ibrahim Hussein (* 1958) – kenianische Marathonläufer, zwei Olympiateilnahmen, (Boston-Marathon, New-York-City-Marathon …) besuchte die St. Patrick's High School von Iten
- Peter Kipchumba Rono (* 1967) – kenianischer Mittelstreckenläufer, Olympiasieger über 1500 m, besuchte die St. Patrick's High School von Iten
- Selina Chirchir (* 1968) – kenianische Mittelstreckenläuferin
- Matthew Kiprotich Birir (* 1972) – kenianischer Langstreckenläufer, Olympiateilnehmer, besuchte die St. Patrick's High School von Iten
- Wilson Boit Kipketer (* 1973) – kenianischer Langstreckenläufer (Weltmeister 3000 m Hindernis)
- Lornah Kiplagat (* 1974) – Leichtathletin und Olympiateilnehmerin (10.000-Meter-Lauf: Olympiade 2004 und 2008)
- Luke Kipkosgei (* 1975), Langstreckenläufer
- Sally Barsosio (* 1978) – Leichtathletin und Olympiateilnehmerin (1993 bis 2000–1997 Weltmeisterin über 10.000 m)
- Edna Kiplagat (* 1979) – Leichtathletin und Olympiateilnehmerin (zweifache Weltmeisterin im Marathonlauf)
- Peter Kiprotich Cherus (1979–2011) – Langstreckenläufer (1999–2009; Marathon, Halbmarathon, 10.000 m)[13]
- Saif Saaeed Shaheen, Geburtsname Stephen Cherono (* 1982) – katarischer Langstreckenläufer kenianischer Herkunft, Weltrekordler (3000 m Hindernislauf – zweifacher Weltmeister)
- Mary Keitany (* 1982) – Leichtathletin und Olympiateilnehmerin (mehrfache Gewinnerin beim London-Marathon und RAK-Halbmarathon; Weltrekordhalterin über die Marathonstrecke)
- Wilson Kipsang (* 1982) – Leichtathlet und Olympiateilnehmer (Halbmarathon-Weltmeister)
- Florence Kiplagat (* 1987) – Leichtathletin und Olympiateilnehmerin (mehrfache Gewinnerin des Berlin-Marathons, des London-Marathons, Halbmarathon-Weltmeisterin, Crosslauf-Weltmeisterin)
- Joyce Chepkirui (* 1988) – Leichtathletin und Olympiateilnehmerin (Afrikameisterin; Halbmarathon, Marathon)
- David Rudisha (* 1988) – Leichtathlet und Olympiateilnehmer (Weltrekordhalter über 500 und 800 m)
- Asbel Kiprop (* 1989) – Leichtathlet (Mittelstrecke) und Olympiateilnehmer (Peking: Gold über 1500 m, 3-mal Weltmeister über 1500 m)
- Paul Chelimo (* 1990) – Leichtathlet und Olympiateilnehmer (Silbermedaille in Rio de Janeiro 2016 über 5000 m)
- Joan Chelimo Melly (* 1990) – Langstreckenläuferin (10.000 m, Halbmarathon, Marathon)
- Agnes Jebet Tirop (1995–2021) – Langstreckenläuferin (3000 m, 5000 m, 10.000 m, Cross Country)
- Jorum Okombo (* 1997) – Langstreckenläufer (Halbmarathon)

Galerie mit Bildern aus Iten

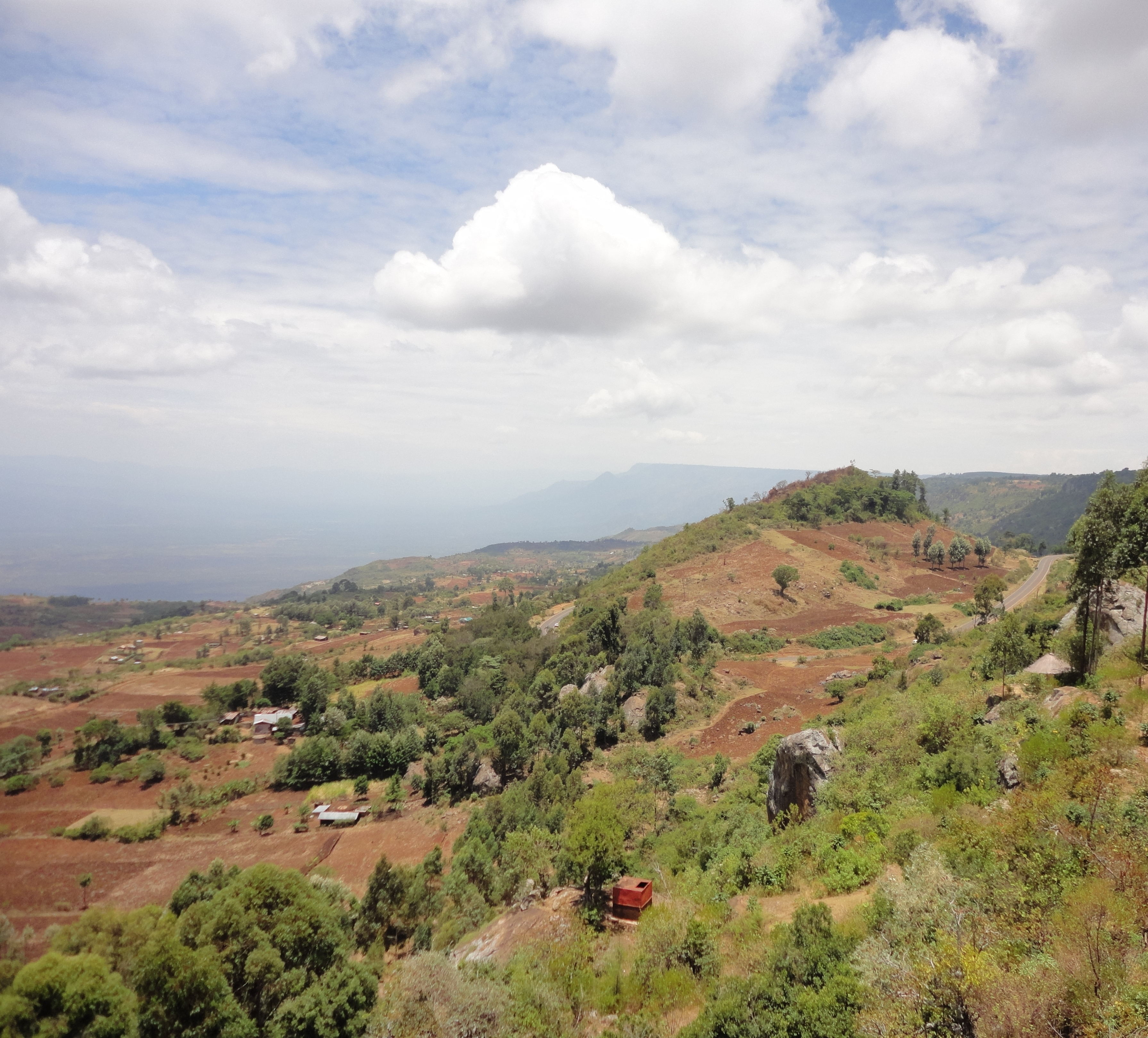
Blick auf "Hill Ten" (Iten)
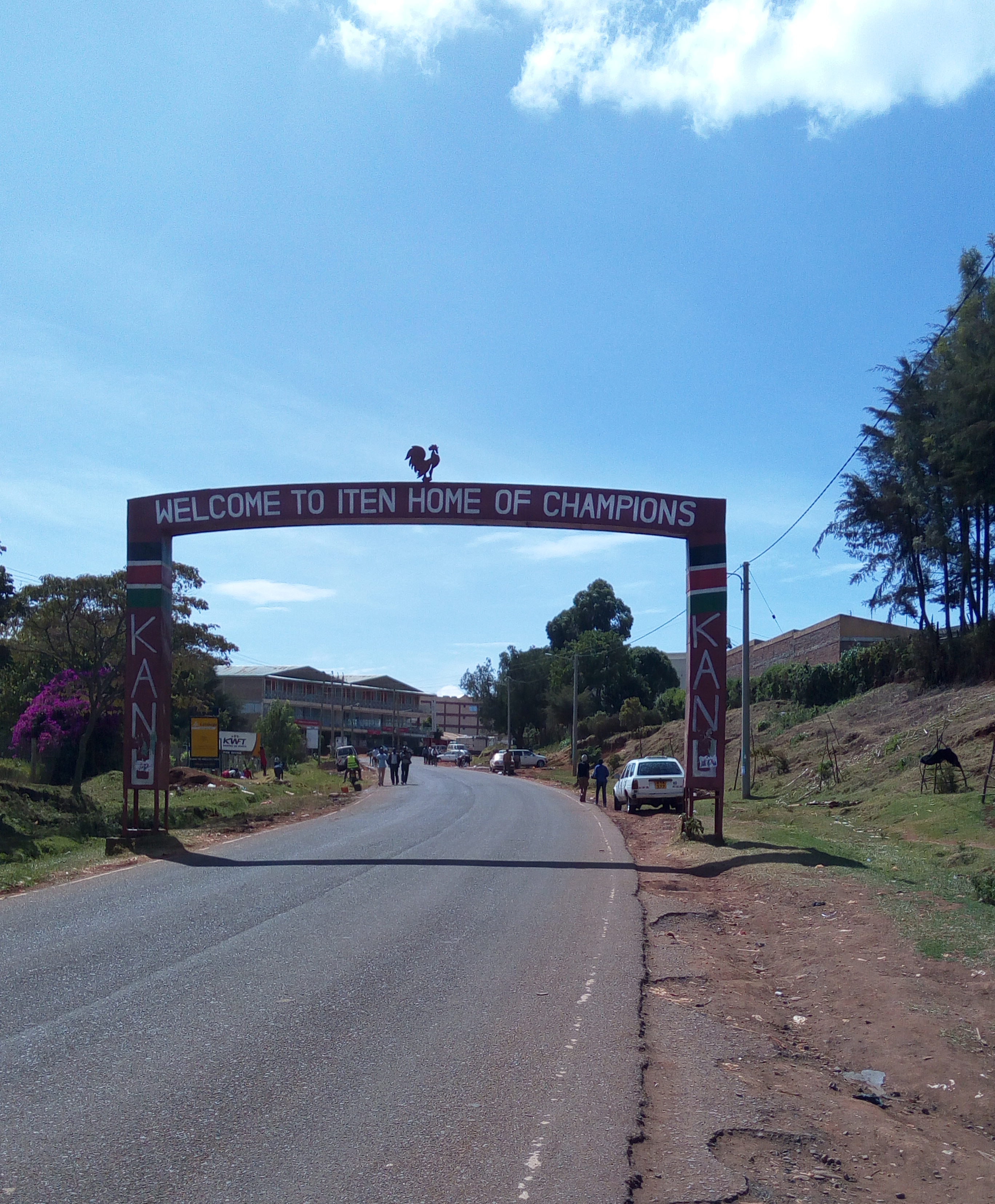
Ortseingang von Iten
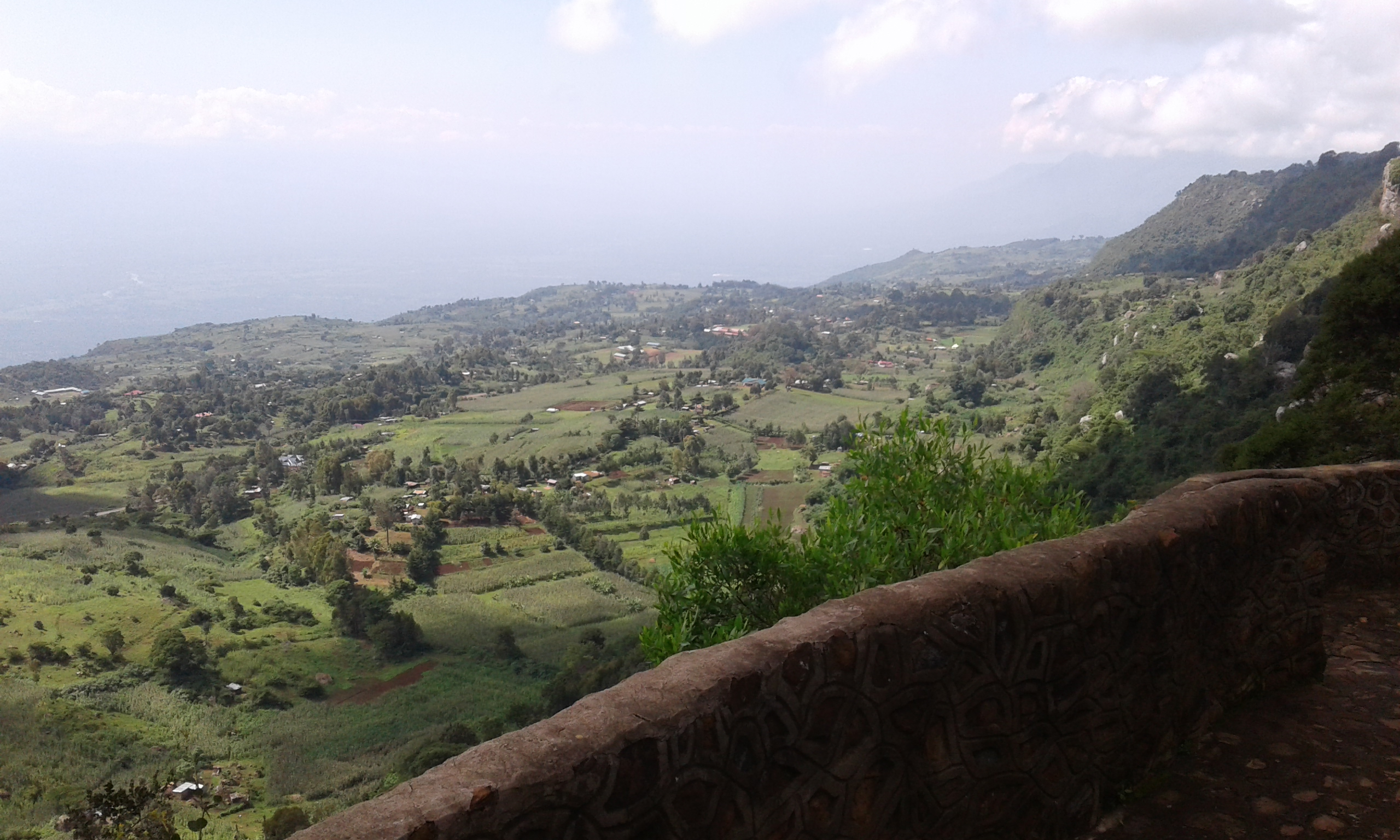
Blick von Iten auf den Kerio
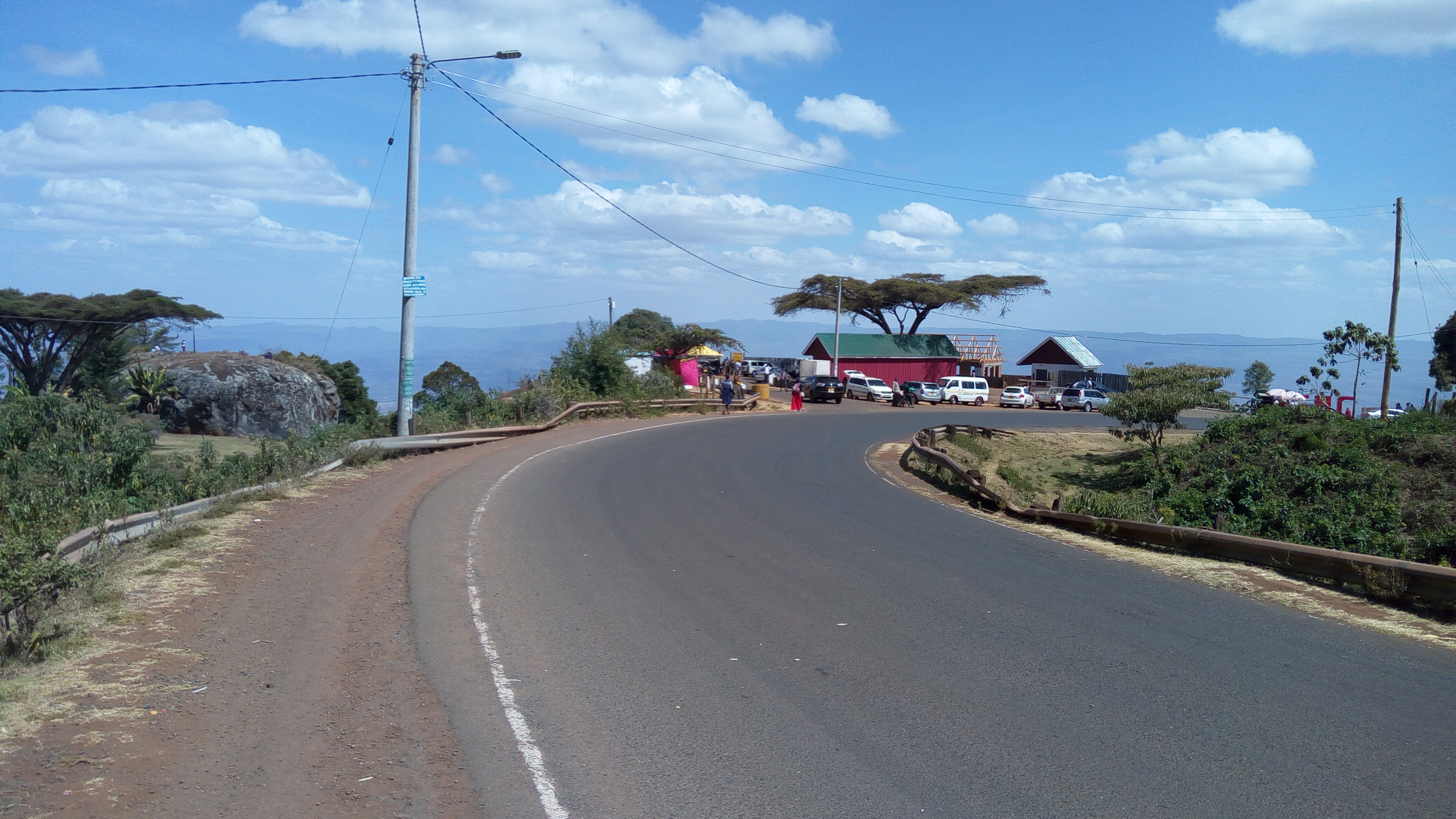
Aussichtspunkt (Iten View Point)
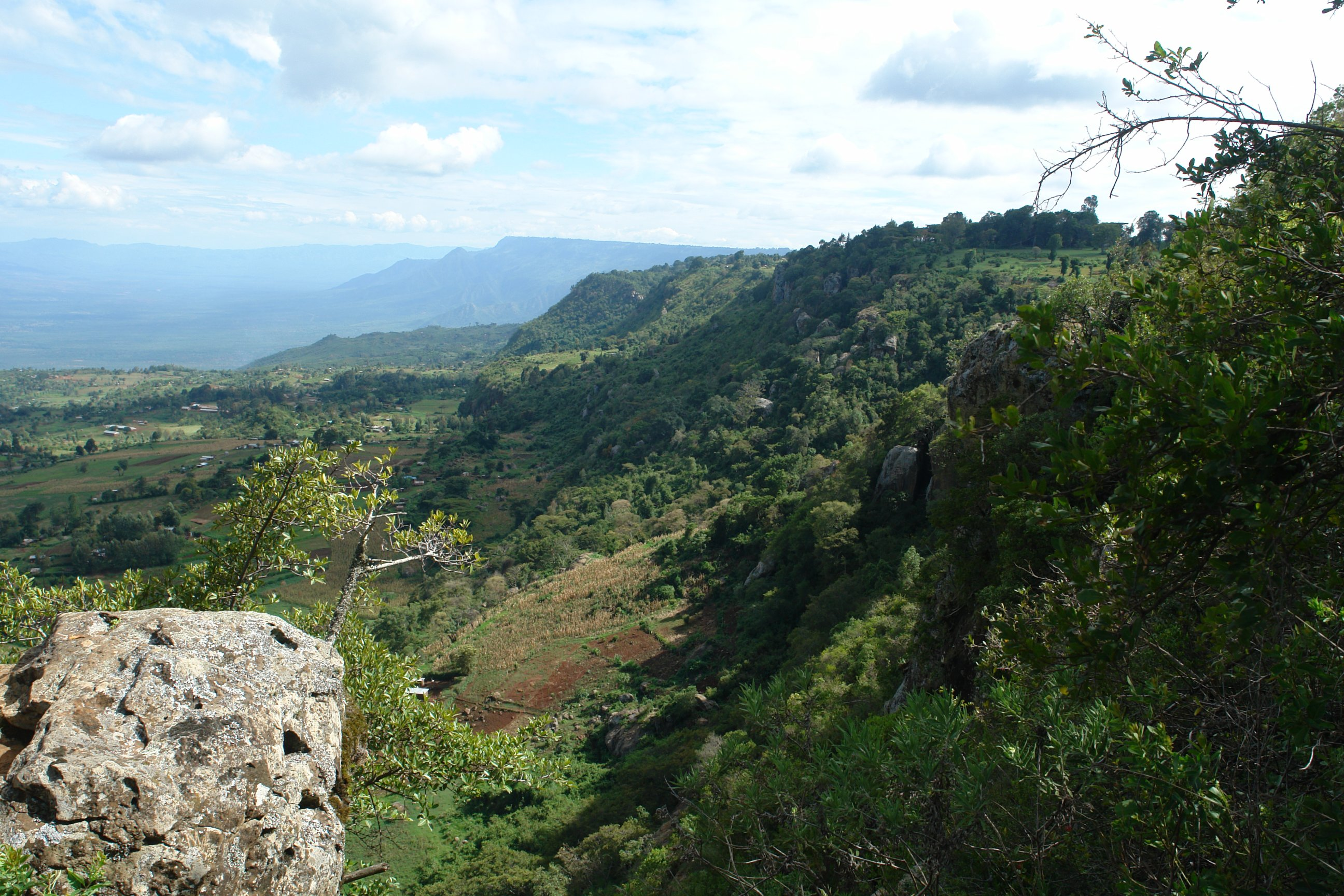
Umgebung des Itener Hochlands
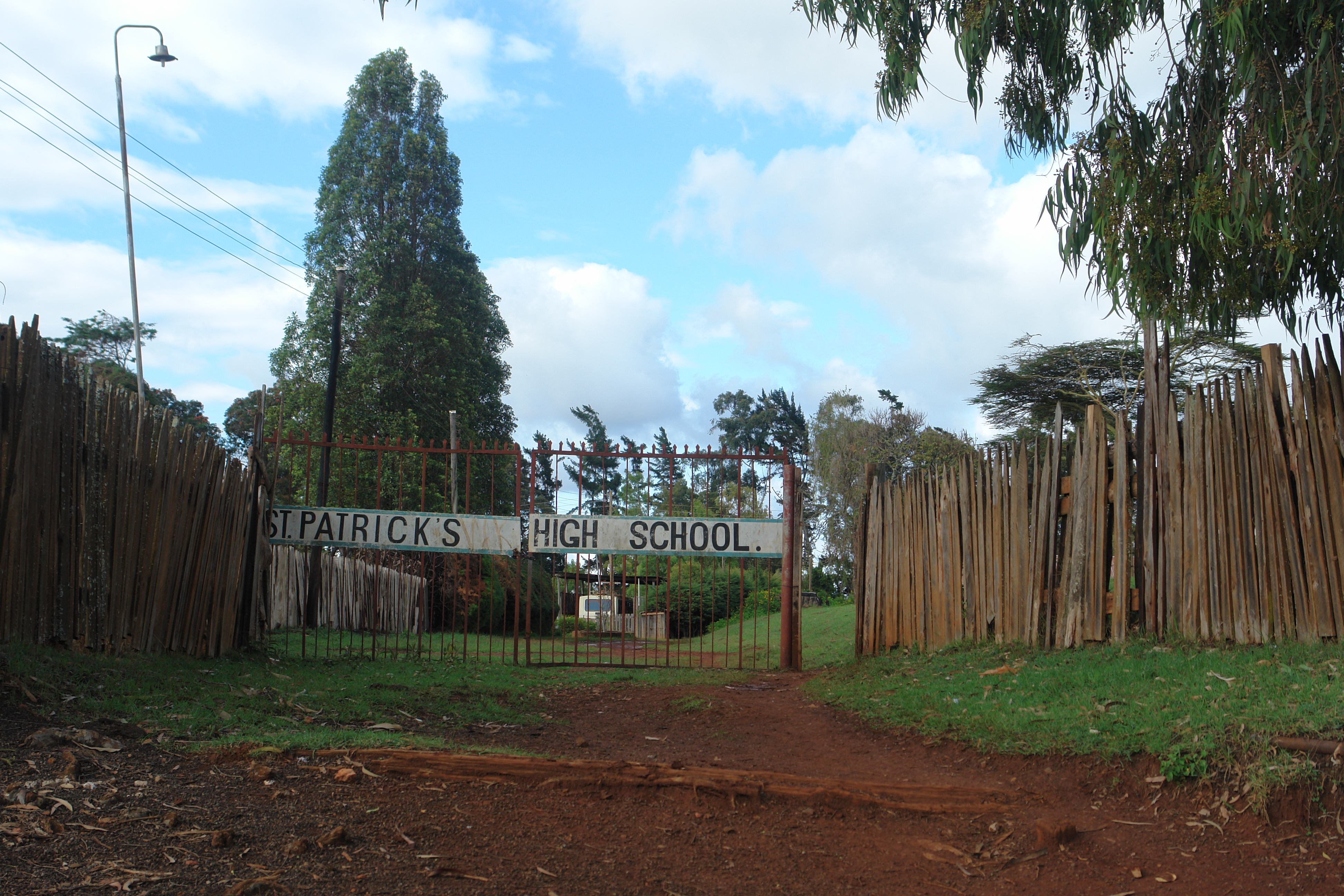
Eingang St. Patrick's High School
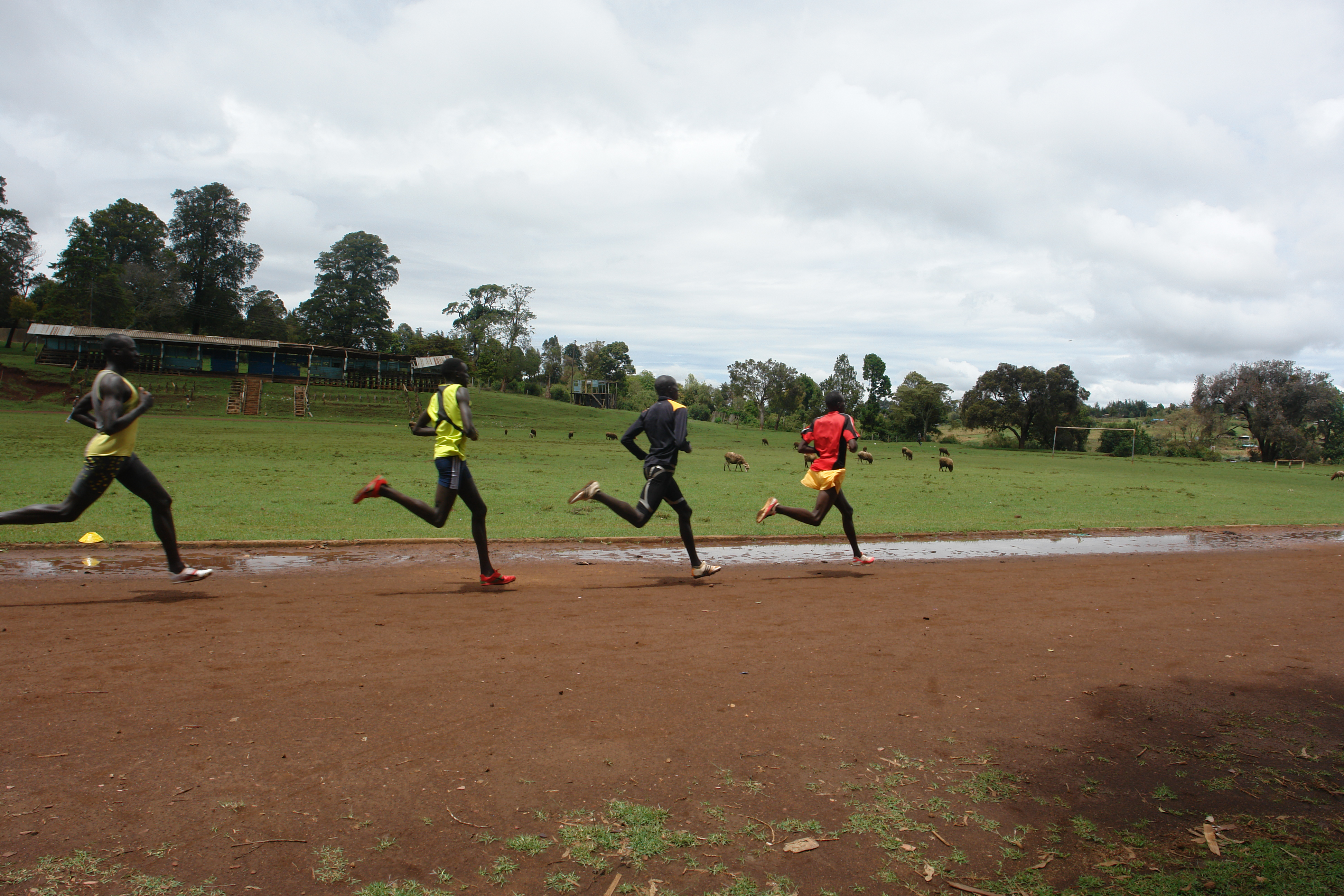
Stadion Iten
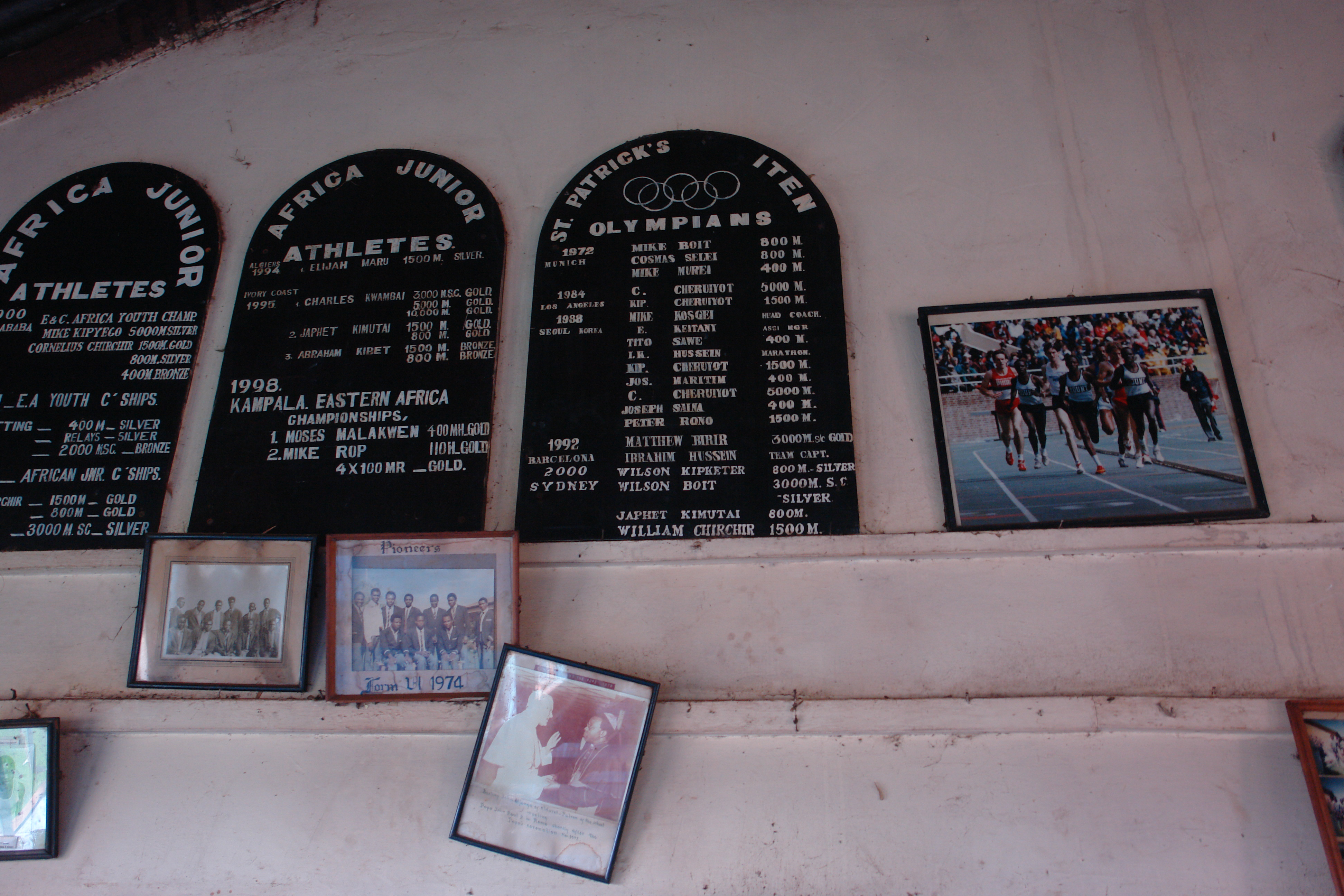
Ehrenwand für die Sportler der St. Patrick's High School
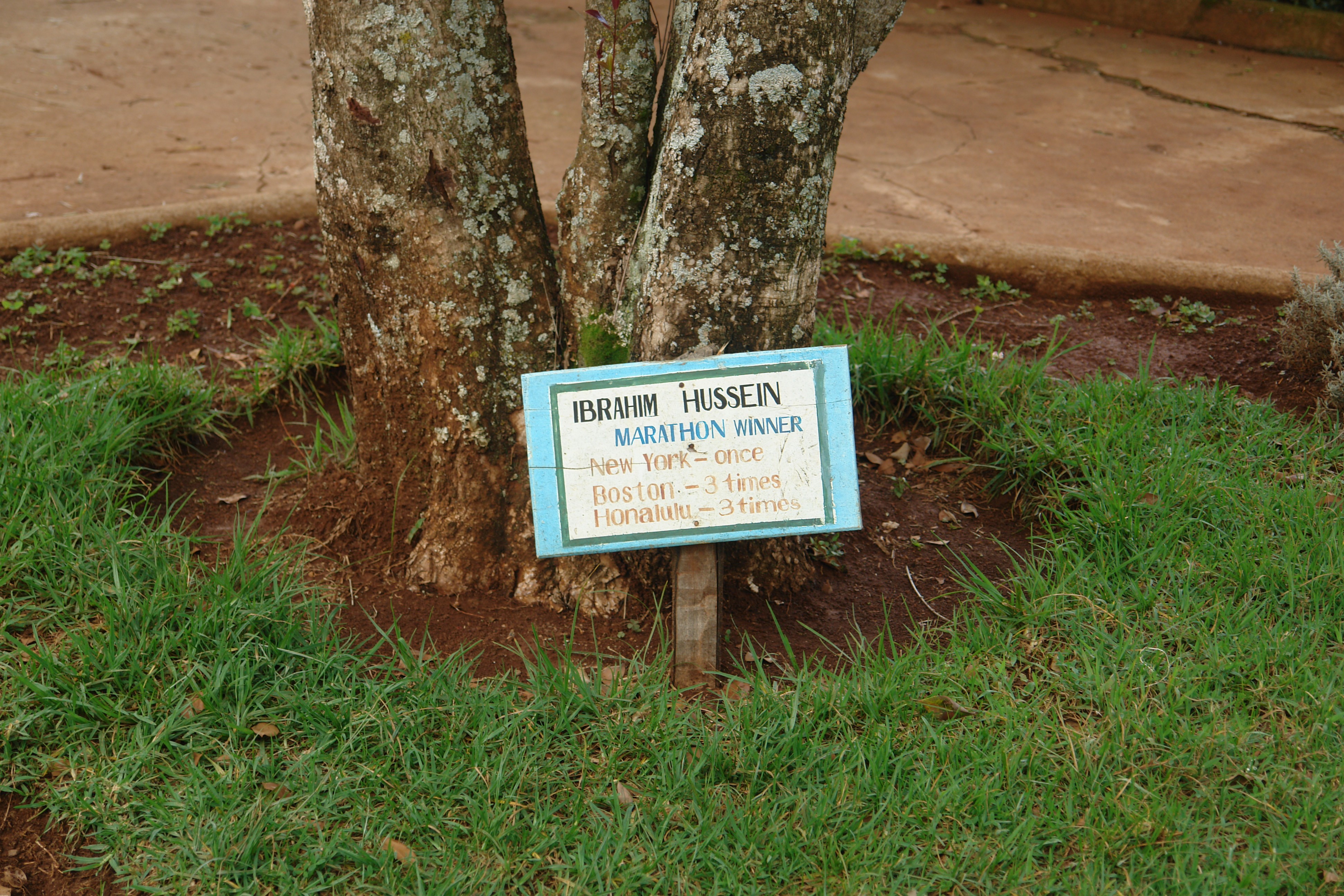
Ein Baum zu Ehren eines ehemaligen Schülers